# Saison 2013 de la National Rugby League
Navigation
Édition précédente Édition suivante
La Saison 2013 de la National Rugby League est la cent-cinquième saison de cette compétition depuis que celle-ci a été créée en 1908. Seize équipes jouent 26 journées de championnat (phase régulière), les huit meilleures d'entre elles sont qualifiées pour les phases finales, dans le but de se qualifier pour la grande finale. La victoire finale revient aux Sydney Roosters vainqueurs également de la saison régulière. Ils battent en finale les  Manly Sea Eagles 26-18 devant 81 491 spectateurs. Cooper Cronk est désigné meilleur joueur de la saison devant Todd Carney, Johnathan Thurston et Daly Cherry-Evans. L'homme du match en finale est Daly Cherry-Evans. Enfin, les meilleurs marqueurs d'essais en saison régulière sont James McManus, David Williams et David Simmons avec dix-neuf essais, James Maloney est quant à lui le meilleur réalisateur de la saison avec 230 points. 

## Équipes
| Club                         | Admis en |
| Brisbane Broncos             | 1988     |
| Canberra Raiders             | 1982     |
| Canterbury Bulldogs          | 1935     |
| Cronulla Sharks              | 1967     |
| Gold Coast Titans            | 2007     |
| Manly Sea Eagles             | 1947     |
| Melbourne Storm              | 1998     |
| Newcastle Knights            | 1988     |
| New Zealand Warriors         | 1995     |
| North Queensland Cowboys     | 1995     |
| Parramatta Eels              | 1947     |
| Penrith Panthers             | 1967     |
| St. George Illawarra Dragons | 1999     |
| South Sydney Rabbitohs       | 1908     |
| Sydney Roosters              | 1908     |
| Wests Tigers                 | 2000     |

## Classement de la phase régulière
| Rang | Franchise                          | Joués | V  | N | D  | B | PP  | PC  | Diff | Points |
| 1    | Sydney Roosters                    | 24    | 18 | 0 | 6  | 2 | 640 | 325 | +315 | 40     |
| 2    | South Sydney Rabbitohs (SF)        | 24    | 18 | 0 | 6  | 2 | 588 | 384 | +204 | 40     |
| 3    | Melbourne Storm (CH)               | 24    | 16 | 1 | 7  | 2 | 589 | 373 | +216 | 37     |
| 4    | Manly-Warringah Sea Eagles (SF)    | 24    | 15 | 1 | 8  | 2 | 588 | 366 | +222 | 35     |
| 5    | Cronulla-Sutherland Sharks         | 24    | 14 | 0 | 10 | 2 | 468 | 460 | +8   | 32     |
| 6    | Canterbury-Bankstown Bulldogs (RU) | 24    | 13 | 0 | 11 | 2 | 529 | 463 | +66  | 30     |
| 7    | Newcastle Knights                  | 24    | 12 | 0 | 12 | 2 | 528 | 422 | +106 | 29     |
| 8    | North Queensland Cowboys           | 24    | 12 | 0 | 12 | 2 | 507 | 431 | +76  | 28     |
| 9    | Gold Coast Titans                  | 24    | 11 | 0 | 13 | 2 | 500 | 518 | -18  | 26     |
| 10   | Penrith Panthers                   | 24    | 11 | 0 | 13 | 2 | 495 | 532 | -37  | 26     |
| 11   | New Zealand Warriors               | 24    | 11 | 0 | 13 | 2 | 495 | 532 | -37  | 26     |
| 12   | Brisbane Broncos                   | 24    | 10 | 1 | 13 | 2 | 434 | 477 | -43  | 25     |
| 13   | Canberra Raiders                   | 24    | 10 | 0 | 13 | 2 | 434 | 624 | -190 | 24     |
| 14   | St. George Illawarra Dragons       | 24    | 7  | 0 | 17 | 2 | 379 | 530 | -151 | 18     |
| 15   | Wests Tigers                       | 24    | 7  | 0 | 17 | 2 | 386 | 687 | -301 | 18     |
| 16   | Parramatta Eels (WS)               | 24    | 5  | 0 | 19 | 2 | 326 | 740 | -414 | 14     |

| - Qualifié pour les phases finales (#1 à #8). |
| CH : Champion 2012, RU : Finaliste 2012, WS : Cuillère de bois 2012, SF : Demi-finaliste 2012                                                                                           |
| abréviations=Pts, points; J, matchs joués; V, victoires ; N, match nuls ; D, défaites ; B, bye ; PP, points pour ; PC, points contre ; Diff, différence de points ; T, tenant du titre. |

Attribution des points : Deux points sont attribués pour une victoire, un point pour un match nul, aucun point en cas de défaite.

Source : nrl.com

## Playoffs
L'Australian Rugby League Commission a décidé d'abandonner le McIntyre Final Eight System à partir de 2012 et de le remplacer par un système dérivé utilisé par la Super League et l'AFL. 
| FINALES DE QUALIFICATION          |         |                                |              |                 |                             |        |
| (1) Sydney Roosters               | 4 – 0   | (4) Manly-Warringah Sea Eagles | 13 septembre | ANZ Stadium     | Shane Hayne Jared Maxwell   | 21 609 |
| (2) South Sydney Rabbitohs        | 20 – 10 | (3) Melbourne Storm            | 14 septembre | Allianz Stadium | Matt Cecchin Henry Peranara | 32 747 |
| (5) Cronulla Sharks               | 20 – 18 | (8) North Queensland Cowboys   | 14 septembre | Allianz Stadium | Matt Cecchin Henry Peranara | 32 747 |
| (6) Canterbury-Bankstown Bulldogs | 6 – 22  | (7) Newcastle Knights          | 15 septembre | ANZ Stadium     | Ashley Klein Gavin Badger   | 23 086 |
| DEMI FINALES                      |         |                                |              |                 |                             |        |
| (4) Manly-Warringah Sea Eagles    | 24 – 12 | (5) Cronulla Sharks            | 20 septembre | Allianz Stadium | Shayne Hayne Ashley Klein   | 23 837 |
| (3) Melbourne Storm               | 16 – 18 | (7) Newcastle Knights          | 21 septembre | AAMI Park       | Ben Cummins Gerard Sutton   | 19 649 |
| FINALES PRELIMINAIRES             |         |                                |              |                 |                             |        |
| (2) South Sydney Rabbitohs        | 20 – 30 | (4) Manly-Warringah Sea Eagles | 27 septembre | ANZ Stadium     | Ben Cummins Gerard Sutton   | 44 546 |
| (1) Sydney Roosters               | 40 – 14 | (7) Newcastle Knights          | 28 septembre | Allianz Stadium | Shayne Hayne Ashley Klein   | 37 752 |
| GRANDE FINALE                     |         |                                |              |                 |                             |        |
| (1) Sydney Roosters               | 26 - 18 | (4) Manly-Warringah Sea Eagles | 6 octobre    | ANZ Stadium     | Shane Hayne Ben Cummins     | 81 491 |

### Grande Finale
| 6 octobre 2013 19 h 15 (heure australienne) | Sydney Roosters | 26 - 18 (8 - 6) | Manly-Warringah Sea Eagles | ANZ Stadium, Sydney 81 491 spectateurs Arbitre : Shayne Hayne, Ben Cummins |
| 6 octobre 2013 19 h 15 (heure australienne) | Essai(s) : Tupou (25e) , Guerra (55e), Kenny-Dowall (60e), Jennings (72e) Transformation(s) : Maloney 4/4 (26e, 56e, 61e, 73e) Pénalité(s) : Maloney 1/1 (32e) |                 | Essai(s) : Taufua (9e), Lyon (43e pénalité), Matai (49e) Transformation(s) : Lyon 2/3 (44e, 50e) Pénalité(s) : Lyon 1/1 (17e) | ANZ Stadium, Sydney 81 491 spectateurs Arbitre : Shayne Hayne, Ben Cummins |
| 6 octobre 2013 19 h 15 (heure australienne) | |                 | | ANZ Stadium, Sydney 81 491 spectateurs Arbitre : Shayne Hayne, Ben Cummins |

| Sydney Roosters            | Position         | Manly Warringah Sea Eagles |
| -------------------------- | ---------------- | -------------------------- |
| 1. Anthony Minichiello (c) | Arrière          | 1. Brett Stewart           |
| 2. Daniel Tupou            | Ailier           | 2. Jorge Taufua            |
| 3. Michael Jennings        | Centre           | 3. Jamie Lyon (c)          |
| 4. Shaun Kenny-Dowall      | Centre           | 4. Steve Matai             |
| 5. Roger Tuivasa-Sheck     | Ailier           | 5.David Williams           |
| 6. James Maloney           | Demi d'Ouverture | 6. Kieran Foran            |
| 7. Mitchell Pearce         | Demi de Mêlée    | 7. Daly Cherry-Evans       |
| 8 Jared Waerea-Hargraves   | Pilier           | 8. Brenton Lawrence        |
| 9. Jake Friend             | Talonneur        | 9. Matt Ballin             |
| 10. Sam Moa                | Pilier           | 10. Brent Kite             |
| 11. Aidan Guerra           | Deuxième ligne   | 11. Anthony Watmough       |
| 12. Sonny Bill Williams    | Deuxième ligne   | 12. Justin Horo            |
| 18. Boyd Cordner           | Troisième ligne  | Glenn Stewart              |
|                            |                  |                            |
| 13. Frank-Paul Nuuausala   | Interchange      | 14. David Gower            |
| 14. Daniel Mortimer        | Interchange      | 15. Jamie Buhrer           |
| 15. Mitchell Aubusson      | Interchange      | 16. Tom Symonds            |
| 23. Luke O'Donnell         | Remplaçant       | 17. George Rose            |
|                            |                  |                            |
| Trent Robinson             | Coach            | Geoff Toovey               |

## Statistiques
(à l'issue de la saison régulière)

### Meilleurs scoreurs
| Points | Joueur        | Essais | Pénalités | Drops |
| ------ | ------------- | ------ | --------- | ----- |
| 230    | James Maloney | 9      | 97        | 0     |
| 210    | Jamie Lyon    | 14     | 77        | 0     |
| 204    | Adam Reynolds | 4      | 93        | 2     |
| 177    | Shaun Johnson | 10     | 67        | 3     |
| 170    | Cameron Smith | 9      | 68        | 0     |

### Meilleurs marqueurs d'essai
| Essais | Joueur           |
| ------ | ---------------- |
| 19     | James McManus    |
| 19     | David Williams   |
| 19     | David Simmons    |
| 18     | Jorge Tafua      |
| 17     | Michael Jennings |
| 17     | Sam Perrett      |
| 17     | Billy Slater     |